# Mazerier
Mazerier – miejscowość i gmina we Francji, w regionie Owernia-Rodan-Alpy, w departamencie Allier.

## Demografia
Według danych na rok 1990 gminę zamieszkiwało 299 osób, a gęstość zaludnienia wynosiła 41 osób/km². W styczniu 2015 r. Mazerier zamieszkiwało 295 osób, przy gęstości zaludnienia wynoszącej 40,5 osób/km².